# Svinošice
Svinošice jsou obec v okrese Blansko v Jihomoravském kraji. Leží zhruba deset kilometrů jihozápadně od Blanska. Žije zde 395 obyvatel.

## Historie
První písemná zmínka o obci se nachází ve falzu z 13. století (Swinositce) a hlásí se k roku 1210, kdy ji Lev z Klobouk daroval zábrdovickému klášteru. Později se tu vystřídalo několik majitelů, ve 14. století to byli vladykové ze Svinošic, v 15. století pánové z Boskovic.

## Obyvatelstvo
| Rok            | 1869 | 1880 | 1890 | 1900 | 1910 | 1921 | 1930 | 1950 | 1961 | 1970 | 1980 | 1991 | 2001 | 2011 | 2021 |
| -------------- | ---- | ---- | ---- | ---- | ---- | ---- | ---- | ---- | ---- | ---- | ---- | ---- | ---- | ---- | ---- |
| Počet obyvatel | 317  | 341  | 329  | 357  | 361  | 320  | 341  | 320  | 295  | 288  | 228  | 209  | 253  | 346  | 409  |
| Počet domů     | 52   | 54   | 55   | 65   | 65   | 65   | 70   | 83   | 79   | 78   | 78   | 96   | 106  | 141  | 156  |

## Obecní správa

### Obecní symboly
Znak a vlajka byly obci uděleny rozhodnutím předsedy Poslanecké sněmovny Parlamentu České republiky dne 31. května 2005.

## Pamětihodnosti
- Pamětní deska Bohumila Vařílka, učitele na zdejší škole. 29. listopadu 1941 byl zatčen gestapem a 24. dubna 1942 umučen v Mauthausenu.
- Památník obětem první světové války
- Kaple
- Boží muka